# Fernando Vaca Narvaja
Fernando Vaca Narvaja (Buenos Aires, 7 de enero de 1948) es un exguerrillero y político argentino, miembro fundador de la organización guerrillera Montoneros en la década de 1970.quedó como el tercero de la Conducción Nacional que sobrevivió a la última dictadura.

## Biografía
Fernando es uno de los doce hijos de Hugo Vaca Narvaja. Perteneció a la organización revolucionaria peronista Montoneros, con el apodo de el Vasco, desde la gestación hasta la disolución de ésta. Tras abandonar el Liceo Militar General Paz de Córdoba en 1966, se trasladó a Santa Fe para continuar sus estudios en la carrera de ingeniería química, la que abandonaría en tercer año. Allí declaró empezar a gestar grupos federales premontoneros para el inicio de la organización.
En 1969 reside en Tucumán y más tarde, en Bolivia. Se casó con María Josefa Fleming a su regreso al país, con quien tuvo tres hijos. 
Estando preso en la cárcel de Rawson en 1972, logró fugarse rumbo a Chile. El episodio fue conocido como la masacre de Trelew, en referencia al fusilamiento de quienes fracasaron en la huida. Fue uno de los testigos de la causa judicial abierta por tales asesinatos en 2009.
Durante la última dictadura cívico militar se exilió, junto con otros miembros de su familia, en la Ciudad de México. En aquella ciudad, junto a su esposa, tuvo a su hijo Camilo. Regresó al país, luego de ser indultado por el presidente Menem en 1989. Había sido condenado por la justicia civil, durante el gobierno de Raúl Alfonsín. En 2003 fue acusado por el Juez Claudio Bonadío por una causa que lo investiga como entregador, junto a Roberto Perdía, de veinte montoneros en la contraofensiva de montoneros en 1980. Luego, la Cámara Federal desestimó la denuncia por considerarla «sin fundamentos». Como respuesta Vaca Narvaja y Perdía querellaron al juez. El proceso no prosperó ya que los camaristas consideraron que Bonadío no incurrió en ningún delito. Además de ello existían fundadas razones para tal proceso de Bonadío toda vez que debía ser del conocimiento de los mandos Montoneros en el exilio que los militares argentinos estaban perfectamente al tanto de sus movimientos y habían logrado infiltrar a diversas agrupaciones siendo esto análogo al jefe militar que se queda en la trinchera mientras manda a combatir contra una fuerza varias veces mayor a una tropa disminuída sin posibilidad alguna de triunfo, todo lo cual era sabido tanto por Vaca Narvaja como por Perdía. [cita requerida]
Fue balanceador de tren delantero en una gomería propia durante 8 años hasta el 2004, y luego gerente de una chocolatería en Colonia Suiza, cercana a la ciudad turística de Bariloche en la provincia de Río Negro. Participó en el plan Sueños Compartidos. Fue presidente de Tren Patagónico en la provincia de Río Negro, tras su designación por el entonces gobernador de esa provincia, Carlos Ernesto Soria. Asimismo se desempeñó como Ministro de Obras Públicas de Río Negro, designado por el gobernador Alberto Weretilneck en 2012 hasta su renuncia en febrero de 2014.